# Perros de Tíndalos
Los perros de Tíndalos (en inglés: Hounds of Tindalos) son unas criaturas ficticias creadas por el escritor estadounidense Frank Belknap Long para el universo de ficción de los mitos de Cthulhu, iniciado por su colega y compatriota H. P. Lovecraft. Aparecen por primera vez en el relato de Long titulado Los perros de Tíndalos (1929) en la edición de marzo de la revista Weird Tales. Lovecraft menciona estas criaturas en su relato El que susurra en la oscuridad (1931).

## Descripción
Todo el mal en el universo se concentró en sus magros, hambrientos cuerpos. ¿O había cuerpos? Los vi sólo por un momento, no puedo estar seguro. — Frank Belknap Long, The Hounds of Tindalos
Los perros de Tíndalos habitan en el pasado lejano de la Tierra, cuando la vida normal no había avanzado aún a nada superior a los seres unicelulares. Se dice que habitan en los ángulos de tiempo, mientras que los demás seres (tales como la humanidad y toda la vida común) descienden de las curvas. Se piensa que son inmortales, y que persiguen a través del tiempo a los seres humanos y demás vida normal que llama su atención (habitualmente por realizar algún tipo de desplazamiento temporal). Su apariencia es desconocida porque los personajes que se encuentran con ellos no sobreviven el tiempo suficiente para dar una descripción. Se dice que tienen largas y huecas lenguas o probóscide para drenar los líquidos corporales de sus víctimas, y que excretan un extraño pus de color azul. 
Aunque los perros de Tíndalos son a veces dibujados como criaturas caninas (probablemente debido al evocador título del primer relato en el que aparecieron), no es probable que luzcan como tales, ya que el nombre sólo refleja sus hábitos cazadores, no su apariencia. Algunas obras posteriores sugieren que su apariencia podría ser de un aspecto mucho más monstruoso y similar al de un murciélago.
Debido a su relación con los ángulos de tiempo, los perros de Tíndalos pueden materializarse a través de cualquier ángulo, siempre que sea suficientemente cerrado (120° o menos). Cuando un perro de Tíndalos está a punto de aparecer, se materializa en primer lugar como humo desde la esquina, y finalmente emerge la cabeza, seguida por el cuerpo. Tal es el método que estas criaturas utilizan para desplazarse a través del tiempo.

## Otras apariciones
- En el relato Tindalos, de John Ajvide Lindqvist, el personaje principal es perseguido por un ser llamado Tindalo. Comparte muchos de los atributos con las criaturas de Los perros de Tíndalos, y el personaje principal lee el relato de Frank Belknap Long en capítulos, como una manera de comprender el sonido de mascar que le atormenta.

- Los perros son espíritus-criatura menores de tipo lupino en Final Fantasy X-2. Son llamados Tindalos en el juego.

- Los perros persiguen al viajero del tiempo Titus Crow en el Elysia, de Brian Lumley (libro VI de la Titus Crow, o saga de Cthulhu Cycle Deities).

- Shadow Hearts utiliza una interpretación muy libre de una de estas criaturas como jefe enemigo. Tindalos, como se la conoce, es representada como un cadáver en descomposición de un perro despellejado gigante, con un origen muy diferente al de los perros de Tíndalos.

- En Unspeakable Vault (of Doom), un webcómic que satiriza a los seres de los Mitos de Cthulhu, hay un perro conocido como «Tindaloo», que es capaz de pasar a través de otras dimensiones y a veces actúa como el «perro de la familia» para las deidades.

- Los perros también aparecen en la novela de Roger Zelazny The Changing Lands (Las tierras cambiantes), atacando a los personajes principales, ya que la casa en la que se encuentran viaja a través del tiempo.

- Un perro de Tíndalos aparece en el relato de Michael Cisco, The Firebrands of Torment, de tal manera que se sugiere que el protagonista podría ser en realidad descendiente de uno de ellos.

- James Hetfield de Metallica ha dicho que la canción All Nightmare Long fue inspirada por los perros de Tíndalos.

- En el juego de tablero Arkham Horror, basado en los mitos de Cthulhu, los perros de Tíndalos saltan directamente de una ubicación a otra, mientras que la mayoría de los otros monstruos erran por las calles.

- Un resumen del relato de perros de Long es contado por William S. Burroughs en su novela The Place of Dead Roads.

- En el relato corto Mongoose (Mangosta), por Sarah Monette y Elizabeth Bear, el perro de Tíndalos es descrito como el depredador apex de una cadena alimentaria extradimensional que incluye también las criaturas insecto Toves y los Raths. Los perros de Tíndalos son llamados con el nombre científico Pseudocanis tindalosi, que significa «el falso perro de Tíndalos».

- En el anime Yu-Gi-Oh! VRAINS el personaje Akira Zaizen utiliza un conjunto de monstruos llamados Tindangle (Tíndalos y ángulo, en inglés) haciendo clara referencia a los perros de Tíndalos y al lugar del que provienen. De hecho los monstruos Tindangle Hound y Tindangle Acute Cerberus guardan gran parecido con el aspecto descrito de estos seres.

- En el juego Black souls 2 Lindamea un jefe del juego cabalga uno de estos seres y parece haber sido influenciada por este.
- En la saga de libros de Harry Dresden, escritos por Jim Butcher, en la decimosexta novela, el protagonista Harry Dresden se enfrenta al ataque de estos seres en la ciudad de Chicago.